# Олімпійська печера (Узбекистан)
Олімпійська печера (рос. Олимпийская) — карстова печера в Самаркандській області Узбекистану, на плато Кирктау, східних відрогах Зеравшанського хребта, гірської системи Паміро-Алай. Печера вертикального типу простягання. Загальна протяжність — 215 м. Глибина печери становить 160 м. Категорія складності проходження ходів печери — 2А.